# Allocosa abmingani
Allocosa abmingani är en spindelart som först beskrevs av Hickman 1944. Allocosa abmingani ingår i släktet Allocosa och familjen vargspindlar.
Artens utbredningsområde är South Australia. Inga underarter finns listade i Catalogue of Life.